# Gertrud Almqvist-Brogren
Gertrud Almqvist-Brogren (* 16. Oktober 1875 in Töreboda; † 24. Juni 1954) war eine schwedische Schriftstellerin.

## Leben
Almqvist-Brogren war die Tochter von Landwirtschaftsingenieur Edvard Almqvist (1838–1895) und Thora Nordström (1839–1916). Sie wurde von einer Gouvernante unterrichtet, studierte Sprachen in Frankreich und der Schweiz (Certificat d’études françaises, Sorbonne 1906) und unternahm Reisen nach England, Deutschland, Frankreich, in die Schweiz, nach Italien und Tunesien.
Von 1910 bis 1912 war Almqvist-Brogren als Literaturkritikerin tätig. Sie verwendete in Zeitungen und Zeitschriften die Signaturen „Madame Sans Gêne“ und „Madame Mère“ und arbeitete auch unter dem Pseudonym „Molly Mollander“. 1917 heiratete sie den Schriftsteller Per Axel Erik Brogren.

## Werke
- Genom brottsjöarna i hamn, 1899
- När faller täckelset?, 1899
- Ur en själs liv, 1902
- Den franska kvinnan
- Den svenska kvinnan, 1910
- Boken om Erland Höök, 1911
- Gwendolins brott och andra sägner från fattighäradet, 1916
- Det törstande folket, 1919
- Den sällsamma resan, 1924
- I tolfte timmen, 1928

| Personendaten    | Personendaten                                                                  |
| ---------------- | ------------------------------------------------------------------------------ |
| NAME             | Almqvist-Brogren, Gertrud                                                      |
| ALTERNATIVNAMEN  | Mollander, Molly; Almqvist-Brogren, Gertrud Johanna; Almqvist, Gertrud Johanna |
| KURZBESCHREIBUNG | schwedische Schriftstellerin                                                   |
| GEBURTSDATUM     | 16. Oktober 1875                                                               |
| GEBURTSORT       | Töreboda                                                                       |
| STERBEDATUM      | 24. Juni 1954                                                                  |